# Sergej Šojgu
Sergej Kužugetovič Šojgu (rusky Серге́й Кужуге́тович Шойгу́, tuvinsky Сергей Күжүгет оглу Шойгу, * 21. května 1955, Čadan, Tuva) je ruský politik po otci tuvinského původu. V letech 1991–2012 byl ruským ministrem pro mimořádné situace. Po krátkém působení v roli gubernátora Moskevské oblasti se v listopadu 2012 stal ruským ministrem obrany. V květnu 2024 byl sesazen z funkce ministra obrany RF a jmenován předsedou Bezpečnostní rady. Má hodnost armádního generála a je také držitelem ocenění Hrdina Ruské federace. Je členem strany Jednotné Rusko.
Koncem února 2014 Šojgu navrhl výrazné posílení ruské vojenské přítomnosti ve světě pomocí zjednodušení podmínek kotvení lodí, umožnění natankování letadel a budování nových základen ve státech jako jsou Singapur, Venezuela, Kuba, Nikaragua nebo Vietnam či Seychely. Šojgu je považován za strůjce probíhající reformy ruských ozbrojených sil a po svém jmenování získal pozornost jak svým osobním vystupováním (namísto uniformy běžně obléká koženou bundu), tak například utajenými prověrkami bojové pohotovosti, na něž se velitelé nemohou připravit, aby zlepšili výsledky svých útvarů.

## Život
Sergej Šojgu se narodil do rodiny Kužugeta Sergejeviče Šojgua (1921–2010) a Oleksandry Jakivny Šojguové (roz. Kudrjavcevová) v sibiřské republice Tuva. Otec se původně jmenoval Šojgu Kužuget, ale chybou sovětského úředníka při zápise a vzhledem k tuvinské zvyklosti uvádět první příjmení mu byly vydány doklady na jméno Kužuget Šojgu. Kužuget Šojgu byl redaktorem regionálních novin, pracoval ve stranických orgánech a nakonec byl místopředsedou Rady ministrů Tuvinské ASSR. Matka Sergeje, Oleksandra, byla zootechnička; Šojguovi příbuzní z matčiny strany pocházejí z Ukrajiny. V roce 1960 byl pokřtěn v pravoslavném kostele ve Stachanově v Luhanské oblasti.
Sergej Šojgu měl ve škole průměrné výsledky. V roce 1972, po absolvování školy, odešel studovat na Krasnojarský polytechnický institut, který v roce 1977 absolvoval v oboru stavební inženýrství.
Šojgu je obdivovatelem bělogvardějského generála barona Romana Fjodoroviče Ungerna.

### Ruská invaze na Ukrajinu
Dne 11. února 2022 se Šojgu setkal s britským ministrem obrany Benem Wallacem. Šojgu popřel obvinění, že Rusko plánuje invazi na Ukrajinu. Podle některých zdrojů pouze Putin, Šojgu, Valerij Gerasimov a Nikolaj Patrušev znali datum a způsob zahájení invaze na Ukrajinu.
Dne 23. února 2022 byl za účast na ruské invazi na Ukrajinu zahrnut do sankčního seznamu EU, o dva dny později do sankčního seznamu USA.
Ukrajina zařadila Šojgua na seznam více než 600 občanů Ruské federace, které obvinila ze spáchání válečných zločinů na Ukrajině nebo ze zodpovědnosti za ně.
Na 10. moskevské konferenci o mezinárodní bezpečnosti v srpnu 2022 Šojgu hostil 35 ministrů obrany ze zemí Asie, Afriky a Latinské Ameriky. Jihoafrickou republiku nazval „přátelským státem“, jehož podpora pomohla čelit tlaku NATO na Rusko.
Po úspěšné ukrajinské protiofenzívě v září 2022 ruský nacionalistický bloger a bývalý velitel proruských separatistů v Donbasu Igor Girkin prohlásil, že Šojgua by měla zastřelit popravčí četa. Ruskem dosazený guvernér okupované Chersonské oblasti Kirill Stremousov ve videu sdíleném na sociálních sítích uvedl, že „Mnozí říkají, že ministr obrany — který dovolil, aby to celé zašlo až sem — by se měl jednoduše sám zastřelit jako [skutečný] důstojník."
Dne 21. září 2022 v televizním projevu určeném pro ruskou veřejnost Šojgu tvrdil, že proti Rusku vedou válku „kolektivní Západ“ a NATO.
Dne 21. prosince 2022 Šojgu řekl, že válka na Ukrajině bude pokračovat tak dlouho, dokud nebudou splněny cíle invaze. Prohlásil, že vítězství je „nevyhnutelné“ a tvrdil, že ruské jednotky bojují proti tomu, co nazval „neonacismem a terorismem“.
Dne 18. dubna 2023 se Šojgu setkal s čínským ministrem obrany Li Šang-fuem v Moskvě, kde jednali o rozšíření vojenské spolupráce mezi Ruskem a Čínou. 28. dubna 2023 se setkal s indickým ministrem obrany Rádžnátem Singhem v rámci setkání ministrů obrany Šanghajské organizace pro spolupráci v Novém Dillí v Indii.
Šojgu se dostal do ostrého sporu s vůdcem Wagnerovců Jevgenijem Prigožinem, který Šojgua a jeho generály opakovaně kritizoval za způsob vedení války. Šojgua a náčelníka generálního štábu Valerije Gerasimova obvinil z toho, že Wagnerovcům dodávali podstatně méně munice, než jednotka potřebovala. Byl přesvědčen, že šlo z jejich strany o snahu skupinu zničit, což přirovnal ke zradě vlasti. Během bitvy o Bachmut, kdy Wagnerovci kvůli nedostatku munice utrpěli vysoké ztráty, Prigožin na adresu Šojgua a Gerasimova přešel ke sprostým nadávkám.
Ve videu zveřejněném 23. června 2023 Prigožin prohlásil, že zdůvodnění ruské invaze na Ukrajinu bylo založeno na lžích. Obvinil ruské ministerstvo obrany pod vedením Šojgua z oklamání ruské veřejnosti a prezidenta Putina, když tvrdilo, že došlo k „šílené agresi z Ukrajiny a že na nás plánovali zaútočit s celým NATO.“ Prigožin dále prohlásil, že ruské vojenské velení záměrně zatajuje počty vojáků zabitých na Ukrajině a uvedl, že ruské ztráty, včetně zabitých, nezvěstných a zraněných, dosahují někdy až tisíc mužů denně. Šojgua obvinil, že „zabil tisíce nejschopnějších ruských vojáků v prvních dnech války“ a tisíce dalších použil jako 'potravu pro děla'.
V květnu 2024 byl jmenován tajemníkem Rady bezpečnosti Ruské federace, když ve funkci nahradil Nikolaje Patruševa. Skončil tak ve funkci ministra obrany Ruska. Jeho nástupcem byl ruským prezidentem Vladimirem Putinem jmenován Andrej Bělousov. V červnu 2024 na něj byl vydán zatykač Mezinárodního trestního soudu v Haagu za válečné zločiny na Ukrajině.

### Rodina
Šojgu je ženatý a má dvě dcery – Julii (* 1977) a Xenii (* 1991).

## Fotogalerie

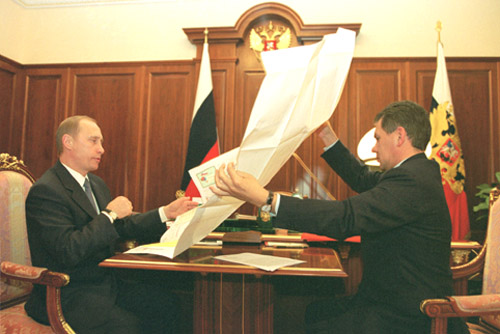
Šojgu jako ministr pro mimořádné události s Putinem, 2001
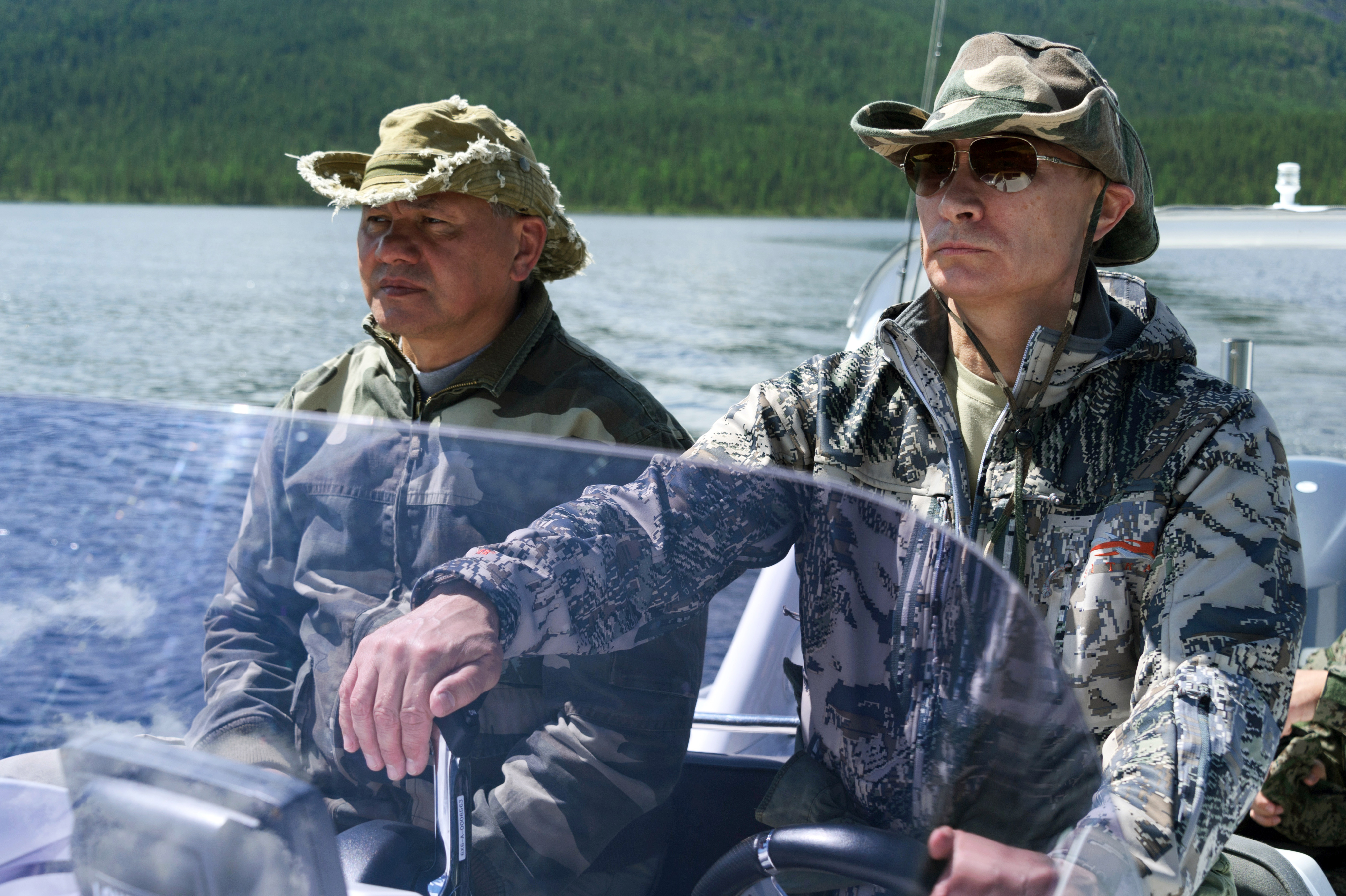
Šojgu a Putin během společné dovolené v republice Tuva, 2013
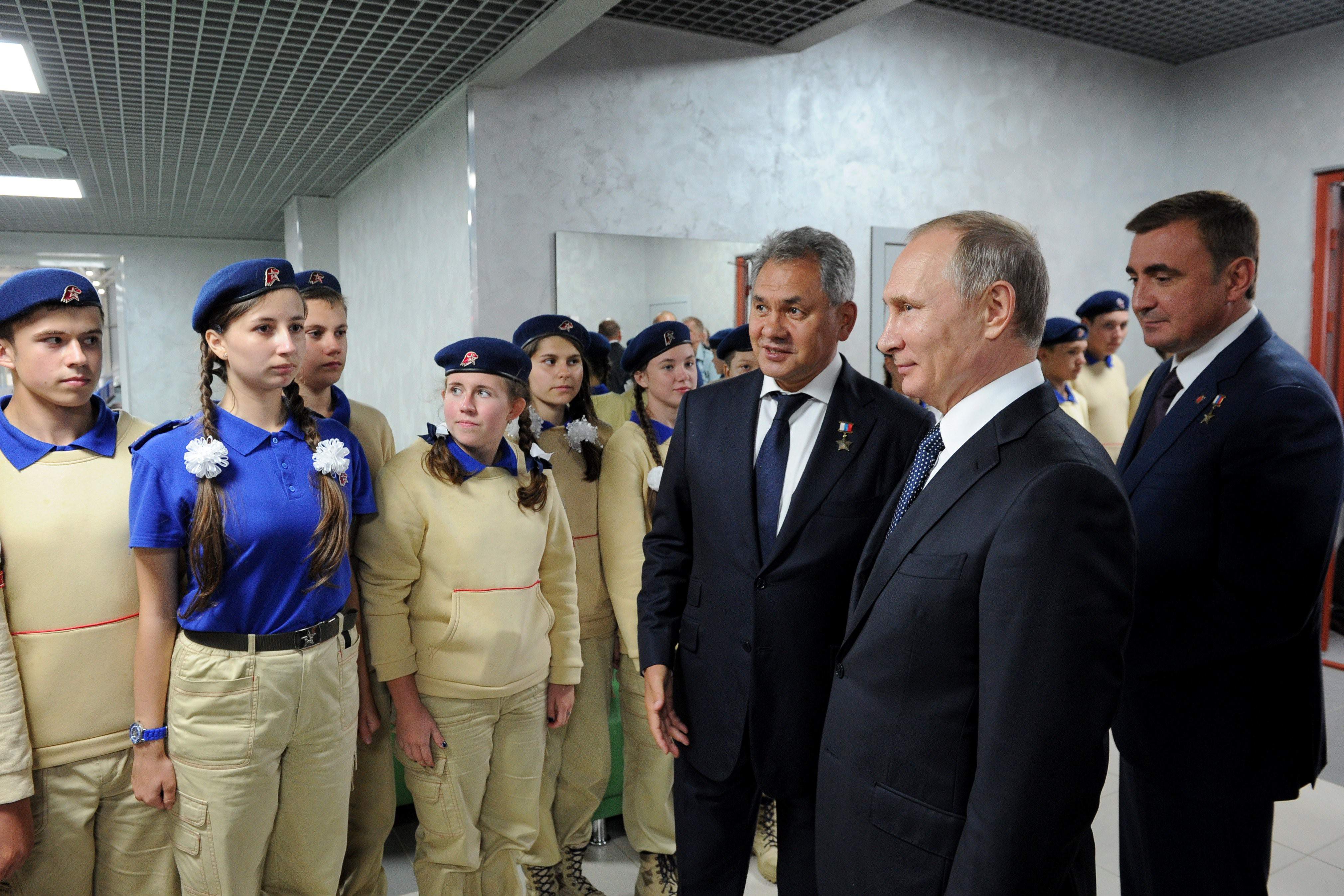
S Putinem na vojenské škole v Tule obhlíží členy Junarmije, 2016
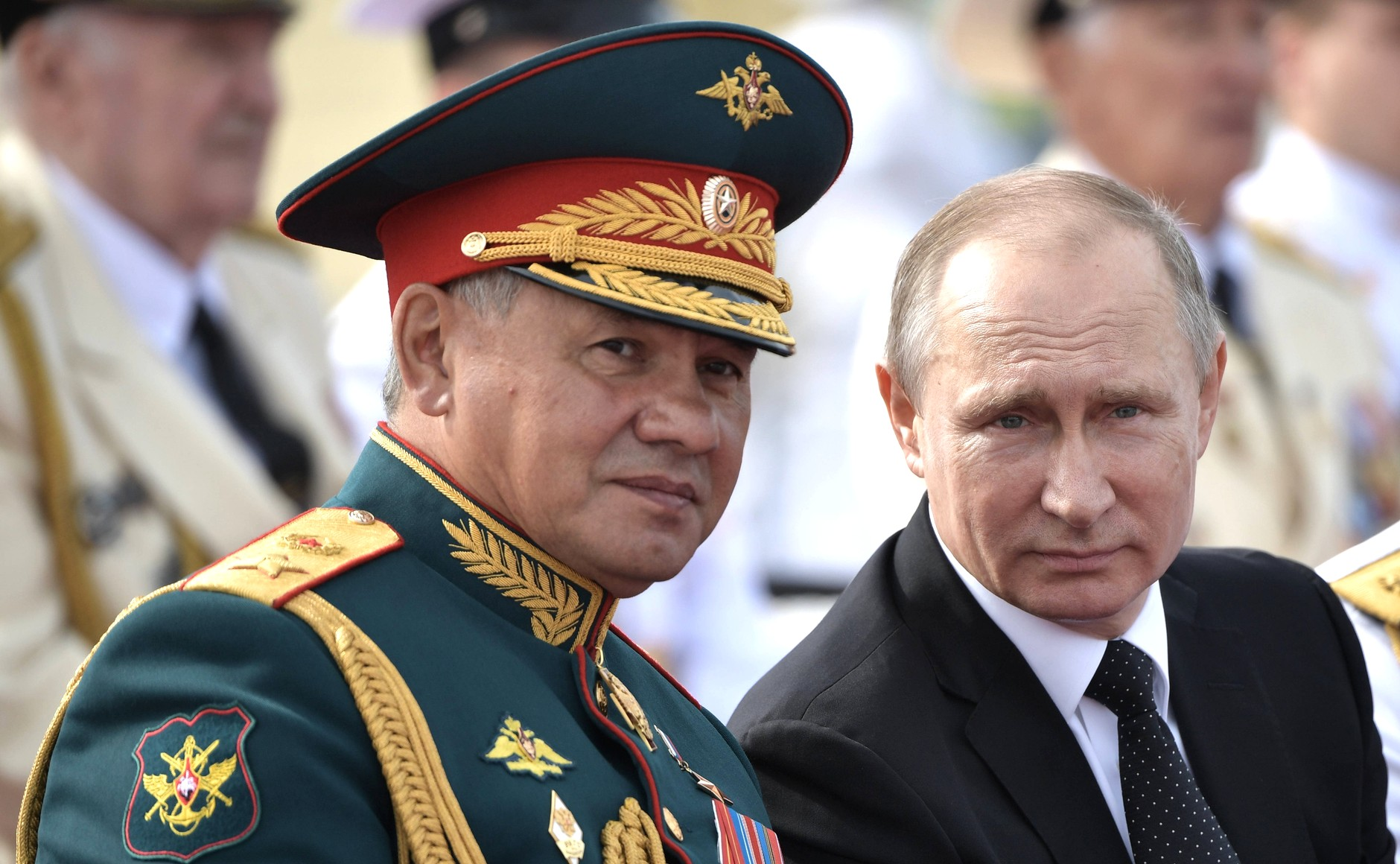
S Putinem na vojenské přehlídce v Petrohradu, 2017
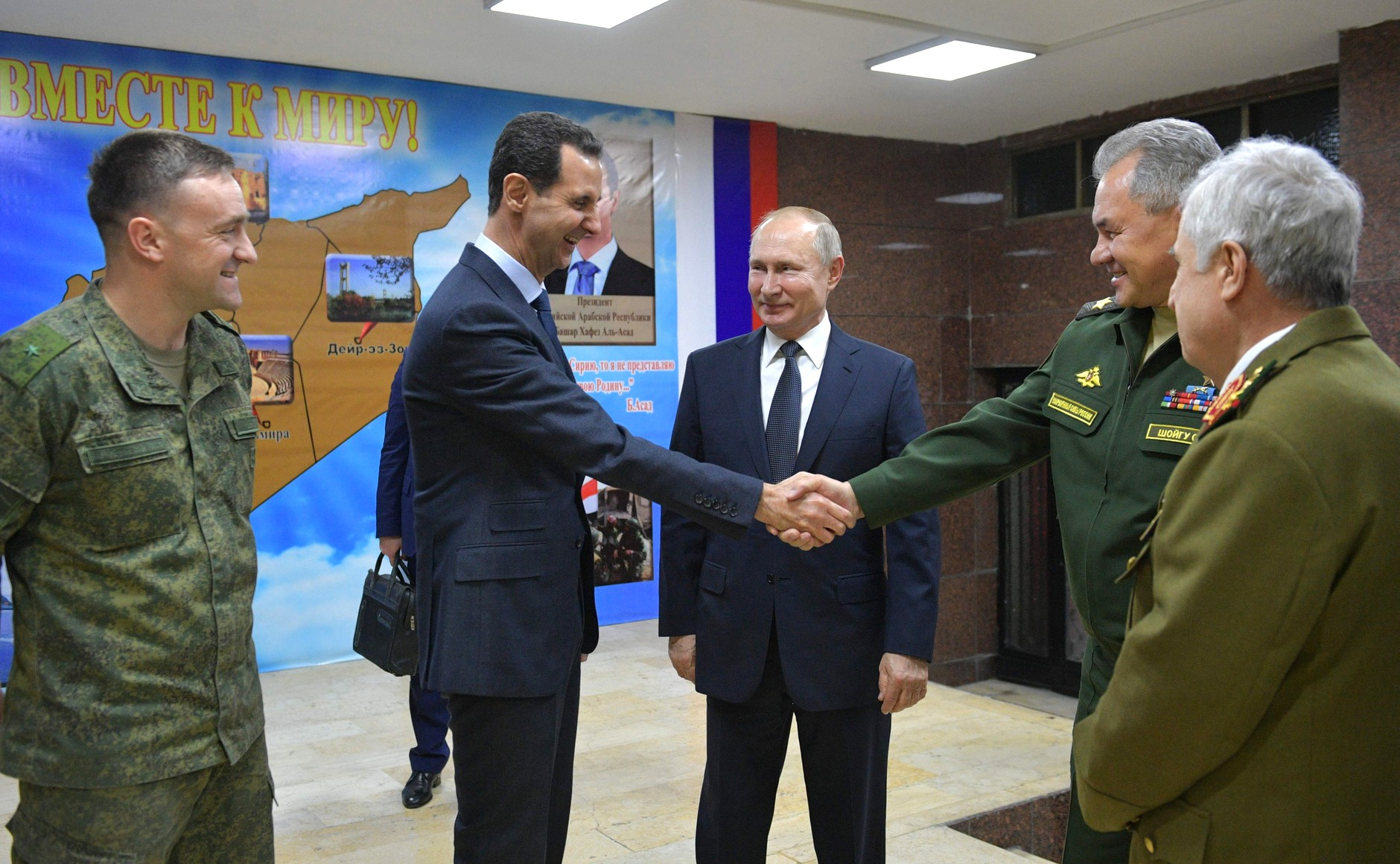
Šojgu, Putin a syrský prezident Asad během ruské intervence v Sýrii na podporu Asadova režimu, 2020
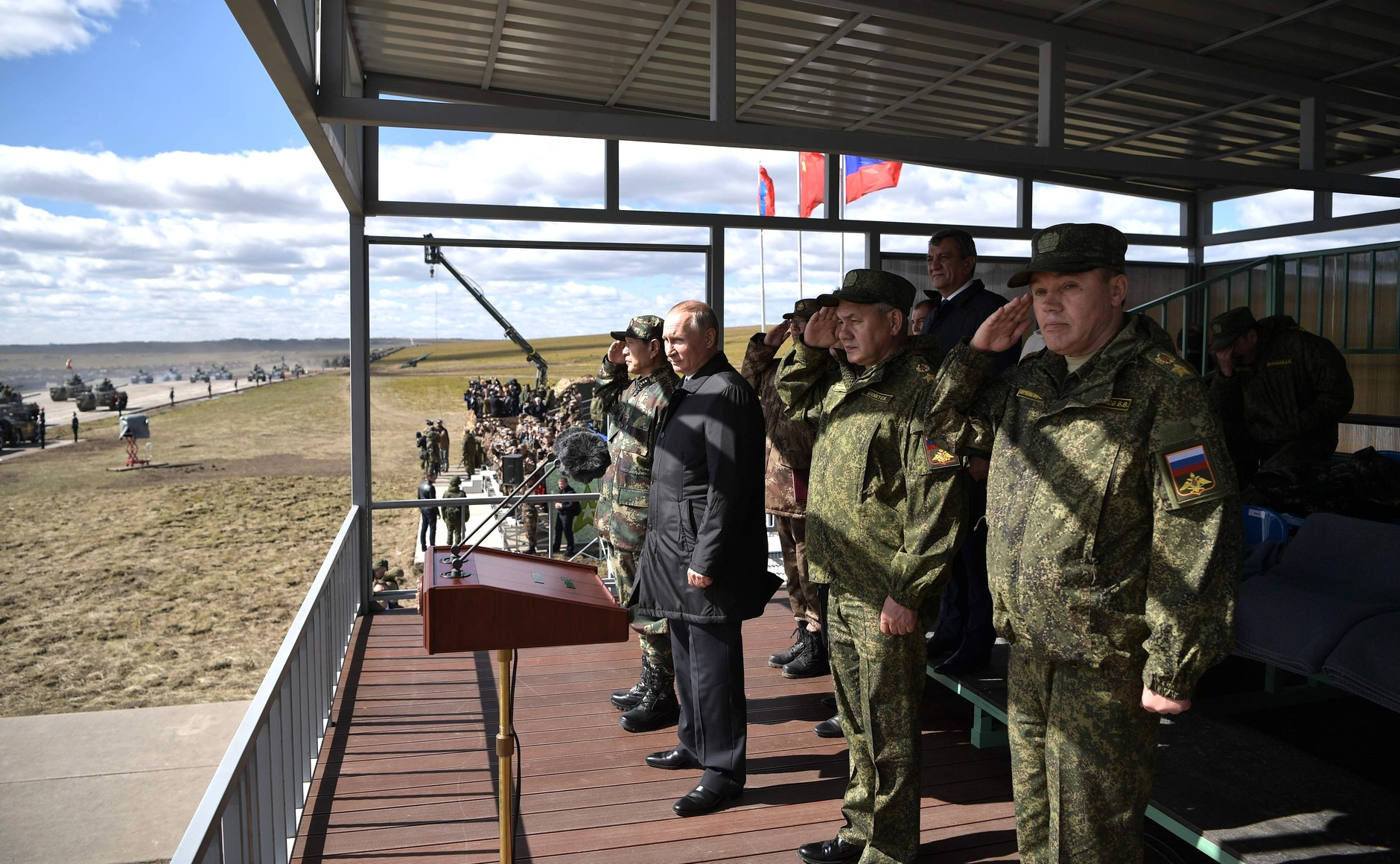
Putin, Šojgu, Gerasimov a ministr obrany Číny Wej Feng-che na vojenském cvičení Vostok 2018
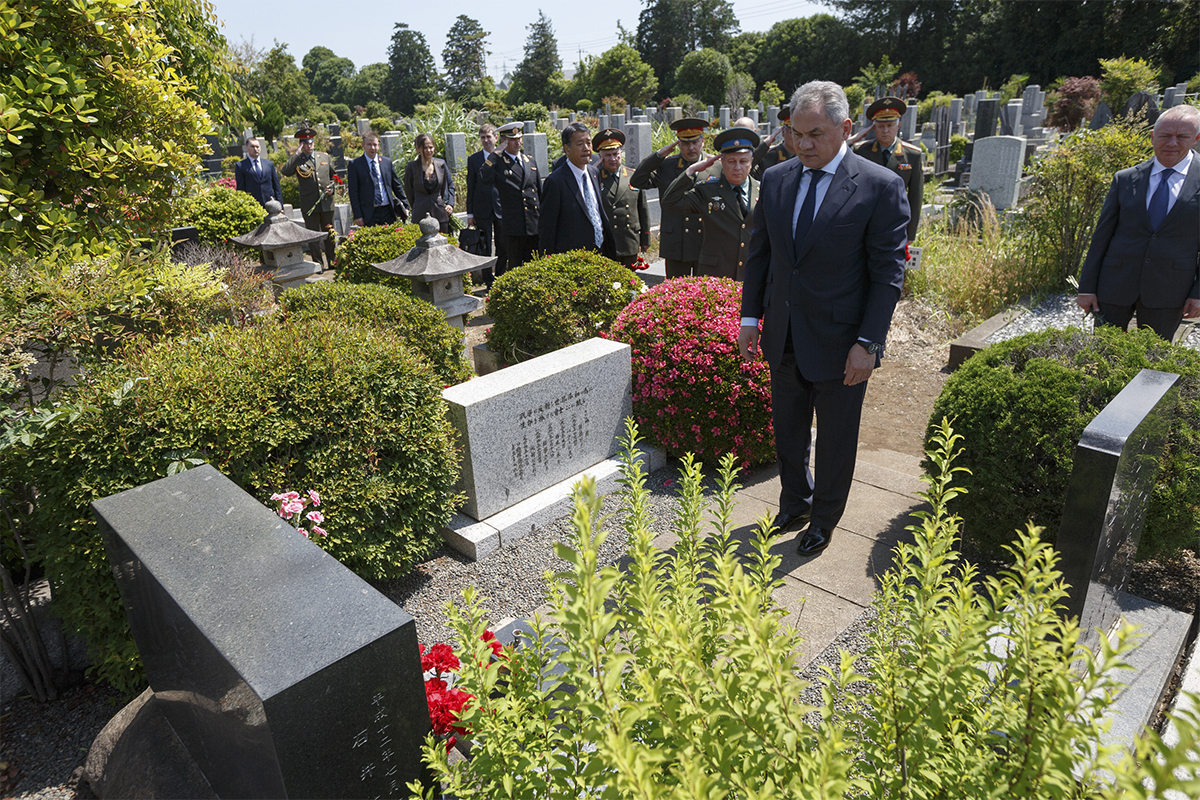
Sergej Šojgu u hrobu Richarda Sorgeho v Japonsku, 2019
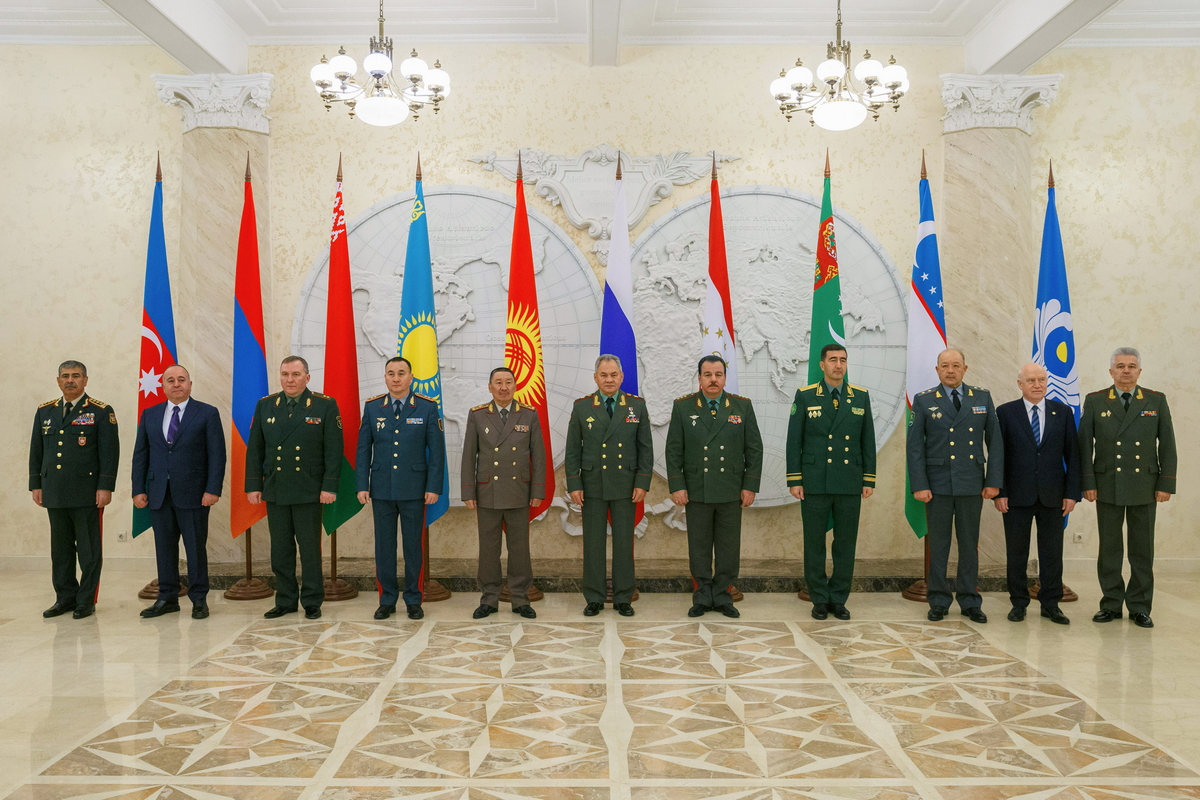
Šojgu na setkání Rady ministrů obrany SNS v Moskvě, 2021
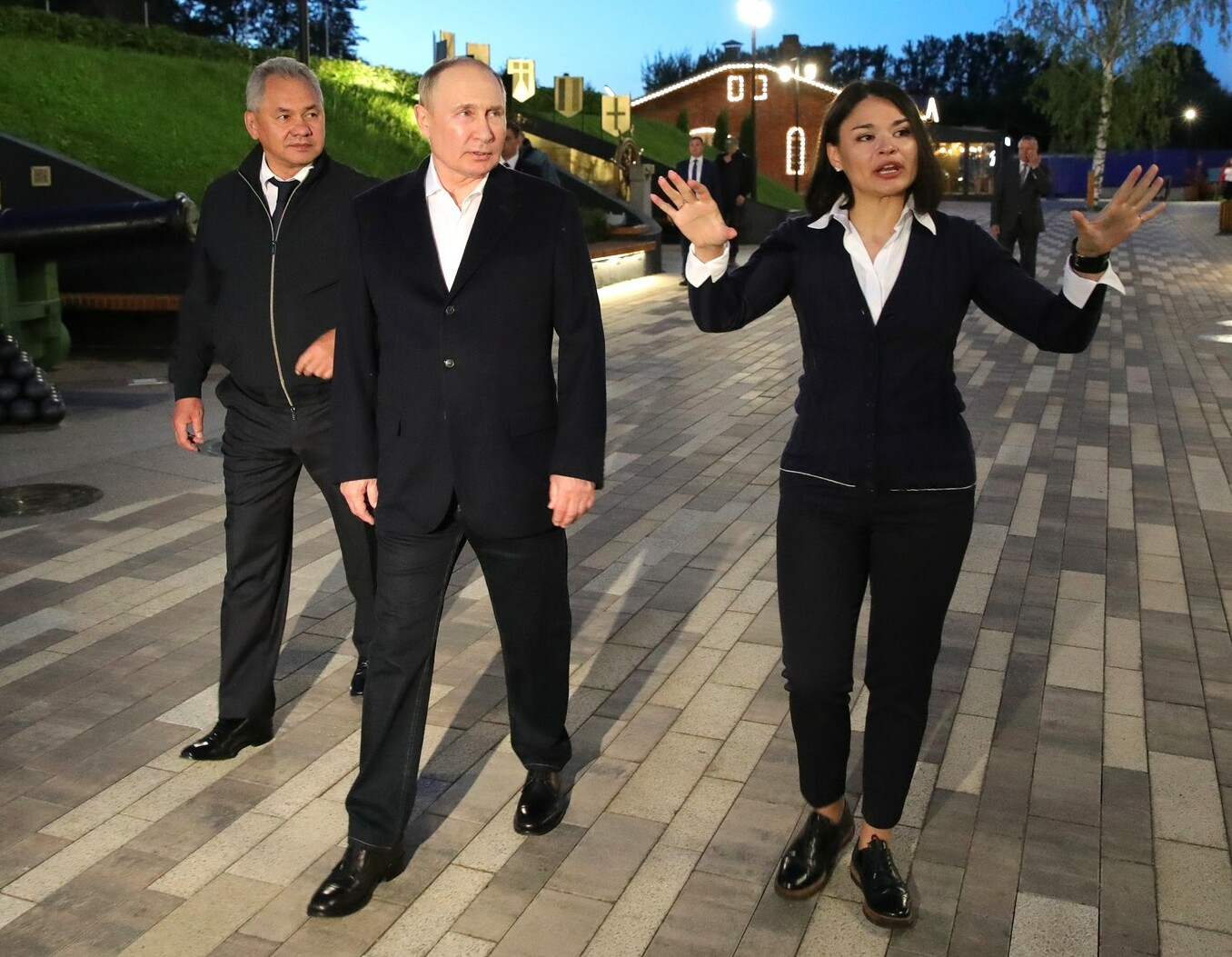
Putin, Šojgu a Šojguova dcera Xenia, 30. července 2022
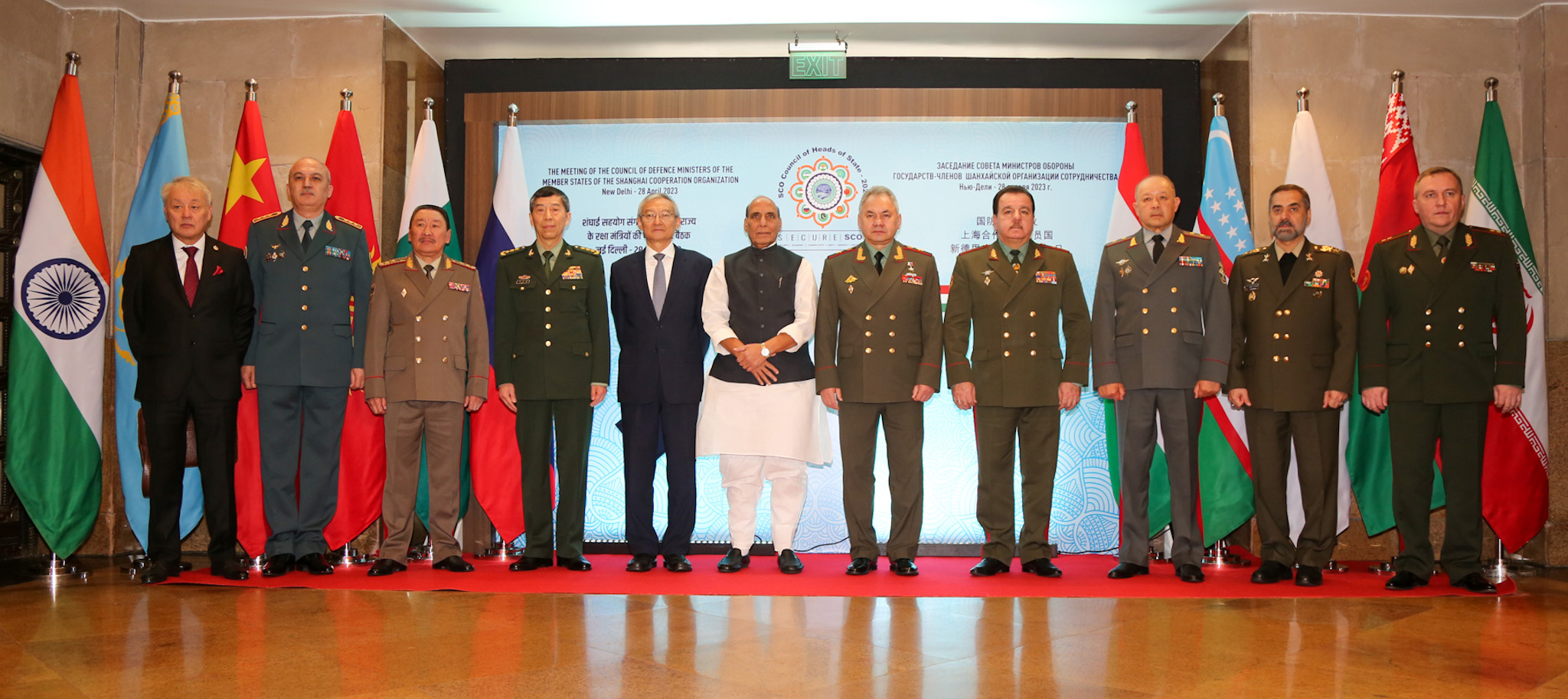
Šojgu na setkání ministrů obrany ŠOS v Novém Dillí v Indii, 28. dubna 2023